# Sudan thuộc Pháp
Sudan thuộc Pháp (tiếng Pháp: Soudan Français; tiếng Ả Rập: السودان الفرنسي as-Sūdān al-Faransī) là một lãnh thổ thuộc địa Pháp trong liên bang Tây Phi thuộc Pháp từ khoảng năm 1880 tới 1960, khi nó trở thành quốc gia độc lập Mali. Thuộc địa này được gọi chính thức là Sudan thuộc Pháp từ năm 1890 tới 1899 và từ năm 1921 tới 1958, ngoại ra, còn có một số tên khác nữa. Nó ban đầu được thiết lập chủ yếu như một dự án quân sự của quân đội Pháp.

## Thành lập thuộc địa

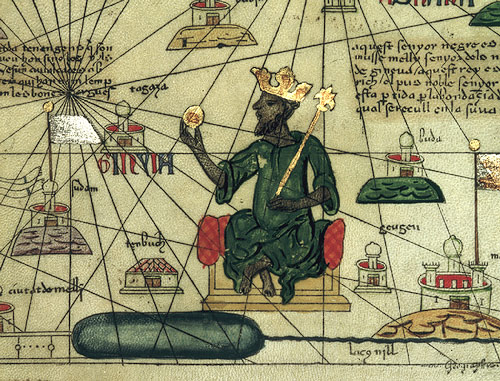
Sự giàu có của Đế quốc Mali; ở đây Mansa Musa được mô tả đang cầm một cục vàng từ Atlas Catalan 1375, khiến người Pháp theo đuổi việc thuộc địa hóa khu vực.

Sudan ban đầu được hình thành như một tập hợp các tiền đồn quân sự như là một phần mở rộng của thuộc địa của Pháp ở Sénégal. Mặc dù khu vực này mang lại cho Pháp ít lợi ích kinh tế hoặc chiến lược, quân đội chủ trương thực hiện cuộc chinh phạt lớn hơn trong khu vực. Điều này một phần là do niềm đam mê với các đế chế vĩ đại, chẳng hạn như Đế quốc Mali và Đế quốc Songhay nổi lên trong khu vực, và một phần do các cơ hội quảng bá mà quân đội chinh phục được cung cấp cho Pháp quân nhân.
Cuộc chinh phạt của Pháp bắt đầu vào năm 1879, khi Joseph Gallieni được phái đến khu vực để thiết lập một pháo đài và khảo sát vùng đất cho một tuyến đường sắt từ Dakar ở Sénégal đến sông Niger.  Điều này được tiếp nối với việc thành lập một số pháo đài và liên minh chính trị của Pháp với các nhà lãnh đạo cụ thể trong khu vực vào đầu những năm 1880. Cấu trúc hành chính của khu vực này phần lớn nằm dưới sự kiểm soát của Thống đốc Sénégal của Pháp, và thuộc địa quan trọng nhất chỉ đơn giản là các pháo đài và tiền đồn quân sự, bao gồm cả cơ quan quan trọng được thành lập tại Kayes vào năm 1881 bởi Gustave Borgnis-Desbordes. Mặc dù chính quyền dân sự của thống đốc Pháp ở Sénégal chính thức cai trị khu vực này, các sĩ quan quân đội trong khu vực chủ yếu bỏ qua các nhà lãnh đạo này và trả lời trực tiếp cho các sĩ quan chỉ huy ở Paris. Desbordes dần dần chiếm được nhiều lãnh thổ hơn, thường sử dụng sự cạnh tranh giữa các sắc tộc và căng thẳng chính trị giữa các nhà lãnh đạo trong khu vực để bổ nhiệm các nhà lãnh đạo ủng hộ Pháp.
Các nhà quản lý dân sự Pháp đấu tranh với các nhà lãnh đạo quân sự và hai lực lượng đã trải qua một số thay đổi lãnh đạo trên lãnh thổ, cho đến khi Louis Archinard được bổ nhiệm làm thống đốc quân sự vào năm 1892. Archinard lãnh đạo các chiến dịch quân sự chống lại Samori Ture, Ahmadu Tall và các nhà lãnh đạo kháng chiến khác trong khu vực, với những thành công khác nhau.  Các chiến dịch của Archinard thường được thực hiện thông qua kiểm soát quân sự trực tiếp, mà không có sự giám sát dân sự. Khi chi phí tăng lên, chính quyền Pháp quyết định thay thế quyền kiểm soát của Archinard đối với khu vực này bằng một thống đốc dân sự, Louis Albert Grodet.

## Thẩm quyền

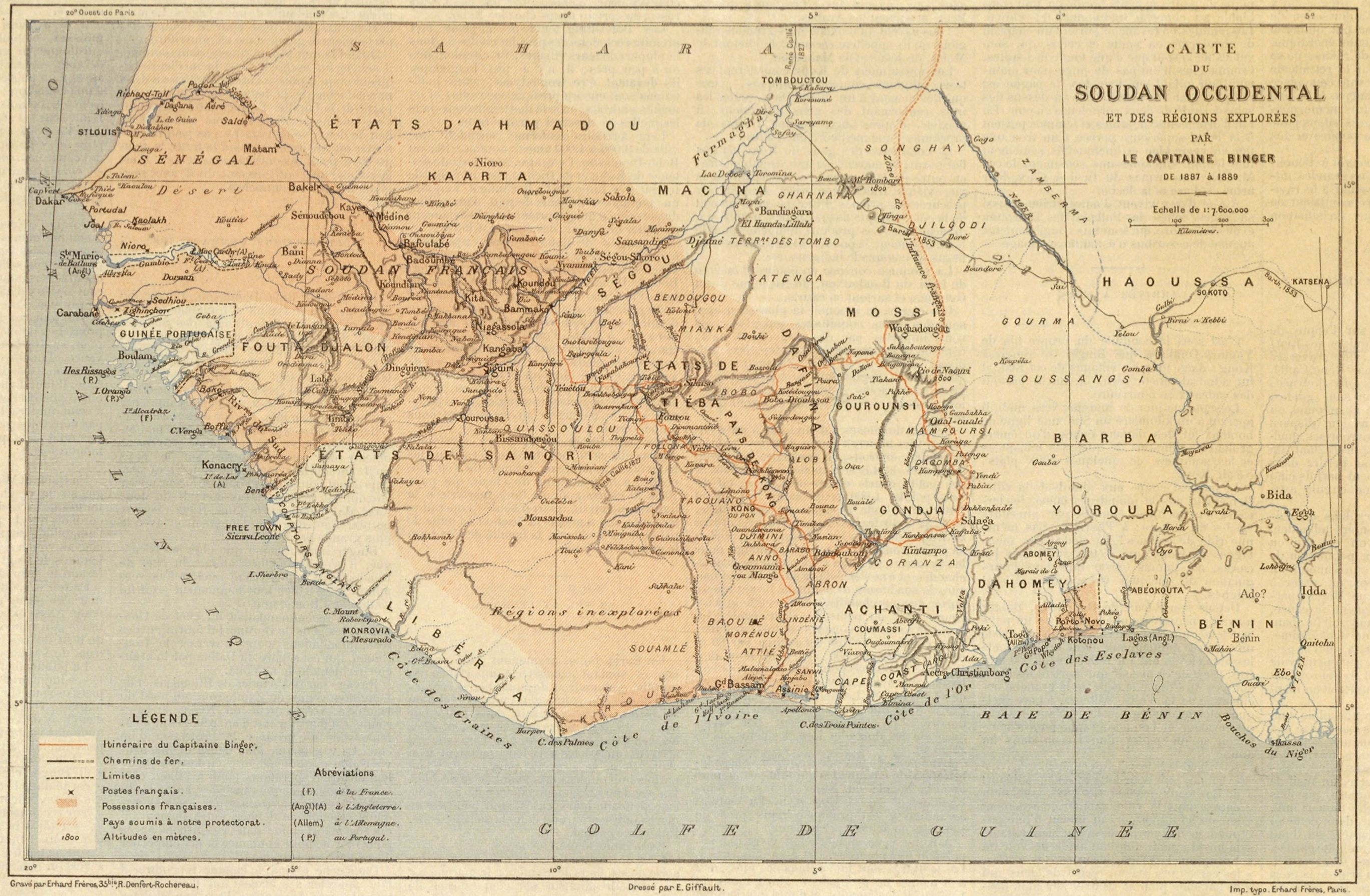
Bản đồ Tây Phi thuộc Pháp vào năm 1889

Khu vực này được quản lý dưới một số tên khác nhau giữa năm 1880 và 1960. Khu vực này là "Thượng lưu" từ năm 1880 đến ngày 18 tháng 8 năm 1890, khi nó được đổi tên thành "Sudan thuộc Pháp", với thủ đô là Kayes. Vào ngày 10 tháng 10 năm 1899, Sudan của Pháp bị chia cắt, với miền nam cercles gia nhập các thuộc địa ven biển, và phần còn lại tách thành hai khu vực hành chính gọi là "Trung Nigeria" và "Thượng Sénégal". Năm 1902, khu vực này một lần nữa được tổ chức thành một thuộc địa thống nhất dưới tên Senegambia và Nigeria (Sénégambie et Nigeria). Tên đã thay đổi một lần nữa vào năm 1904 thành Thượng Sénégal và Nigeria (Haut Sénégal et Niger). Cuối cùng, vào năm 1921, tên được đổi lại thành "Sudan thuộc Pháp" (Soudan Français).
Biên giới và chính quyền của thuộc địa thay đổi tương tự một số lần. Ban đầu, và trong giai đoạn đầu, thuộc địa bị bỏ trống giữa chính quyền quân sự và chính quyền dân sự từ Sénégal. Năm 1893, Sudan thuộc Pháp chính thức thuộc quyền quản lý dân sự, kéo dài đến năm 1899. Vào thời điểm đó, việc tái tổ chức thuộc địa đã chia 11 tỉnh miền Nam cho các thuộc địa khác của Pháp như Guinée thuộc Pháp, Bờ Biển Ngà và Dahomey.
Khu vực không được tổ chức lại được quản lý trong hai chính quyền liên kết với các thuộc địa khác của Pháp. Theo đó, lãnh thổ thuộc địa được tái lập vào năm 1902. Mặc dù các biên giới thay đổi một chút, có rất ít thay đổi về lãnh thổ cho đến năm 1933. Vào thời điểm đó, thuộc địa của Thượng Volta thuộc Pháp (Haute-Volta, ngày nay là Burkina Faso) giải thể, và lãnh thổ phía bắc đã được thêm vào Sudan thuộc Pháp
.
Năm 1947, Thượng Volta được tái lập, và biên giới Sudan của Pháp trở thành những nơi cuối cùng trở thành biên giới của Mali. Kayes là thành phố thủ đô ban đầu từ những năm 1890 cho đến năm 1908 khi thủ đô chuyển đến Bamako, nơi vẫn còn.

## Nông nghiệp
Thuộc địa hỗ trợ nông nghiệp chủ yếu là mưa, với việc tưới tiêu hạn chế trong 30 năm đầu tiên. Cây hoa màu duy nhất là các loại hạt được tập trung gần đường sắt giữa Kayes và Bamako. Tuy nhiên, sau những thử nghiệm thành công về việc trồng bông Ai Cập ở Tây Phi trong chiến tranh thế giới thứ nhất, Émile Bélime đã bắt đầu chiến dịch xây dựng một hệ thống thủy lợi lớn dọc theo sông Niger. Bắt đầu từ năm 1921, các dự án tưới tiêu quan trọng xung quanh Koulikoro và sau đó tại Baguinéda-Camp và Ségou Cercle bắt đầu mang nước. Pháp tin rằng dự án này có thể cạnh tranh với các trung tâm trồng bông lớn của Ai Cập và Hoa Kỳ.
Không giống như các dự án nông nghiệp khác ở Tây Phi thuộc Pháp, dự án thủy lợi Sudan của Pháp ban đầu dựa vào các gia đình tự nguyện tái định cư dọc theo các tuyến do chính quyền thực dân thành lập. Không thể thu hút đủ tình nguyện viên, chính quyền thực dân bắt đầu thử tái định cư bắt buộc vào dự án bông. Office du Nigeria được thành lập vào năm 1926 với tư cách là tổ chức chính tạo điều kiện cho các dự án nông nghiệp được quy hoạch, tưới tiêu. Nông dân chống lại việc tái định cư bắt buộc và kiến nghị đòi quyền sử dụng đất vĩnh viễn đối với đất được tưới tiêu (thường được coi là tài sản của Office du Niger). Bất chấp những nỗ lực này, một nền kinh tế hoa màu đáng kể đã không phát triển ở Sudan thuộc Pháp.

## Chính sách tôn giáo
Giống như phần lớn phần còn lại của Tây Phi thuộc Pháp, thuộc địa có một số chính sách liên quan đến Hồi giáo và cộng đồng Hồi giáo.  Tiếng Ả Rập và luật Hồi giáo được người Pháp ưa thích ở thuộc địa khi thành lập chính quyền thuộc địa, phần lớn là do cả hai đều được mã hóa, và do đó dễ tiêu chuẩn hóa.
Mặc dù họ duy trì một chính sách trung lập chính thức liên quan đến tôn giáo, chính quyền thực dân Pháp bắt đầu điều chỉnh giáo dục Hồi giáo vào đầu những năm 1900.  Ngoài ra, nỗi sợ hãi của một đạo Hồi sự trỗi dậy chính trị trên khắp Bắc Phi và Sahel khiến người Pháp áp dụng các chính sách nhằm ngăn chặn sự truyền bá đạo Hồi ra khỏi nơi nó tồn tại và ngăn chặn các nhà lãnh đạo Hồi giáo cai trị các cộng đồng phi Hồi giáo. Tôn giáo bản địa và Kitô giáo tồn tại dưới các chính sách ít chính thức hơn và các nỗ lực của Pháp thường sử dụng những điều này để cân bằng sự truyền bá đạo Hồi trong khu vực.
Vào những năm 1940, một phong trào tôn giáo gọi là Allah Koura đã bắt đầu trong San Cercle dựa trên tầm nhìn của một người. Các quản trị viên địa phương cho phép phong trào Allah Koura lan rộng và thực hành, coi đó là một ảnh hưởng hạn chế tiềm năng đối với sự truyền bá đạo Hồi ở phía nam xa hơn. Vào cuối những năm 1950, các cuộc biểu tình và bạo loạn của người Hồi giáo trên khắp thuộc địa đã góp phần vào một phong trào độc lập ngày càng tăng.

## Chính sách nô lệ
Giống như phần lớn phần còn lại của Tây Phi thuộc Pháp, chính quyền thực thi các quy tắc rõ ràng trong nỗ lực chấm dứt chế độ nô lệ trong khu vực. Năm 1903, chính phủ đã chỉ thị cho các quản trị viên người Pháp không sử dụng nô lệ làm danh mục hành chính nữa. Điều này được tiếp nối vào năm 1905 bởi một sắc lệnh chính thức của Pháp chấm dứt chế độ nô lệ trên khắp Tây Phi thuộc Pháp.
Gần một triệu nô lệ ở Tây Phi thuộc Pháp đã đáp ứng điều này bằng cách di chuyển khỏi chủ của họ và định cư ở nơi khác. Người Pháp ủng hộ những nỗ lực này bằng cách tạo ra các khu định cư xung quanh sông Nigeria và đào giếng cho các cộng đồng ở nơi khác để họ có thể tránh xa chủ cũ của mình.
Quá trình này ảnh hưởng đáng kể đến phần phía nam và phía tây của Mali ngày nay, nhưng ở phần phía bắc và phía đông của thuộc địa, một số lượng lớn nô lệ vẫn phục vụ chủ nhân của họ. Theo ước tính sơ bộ, trên toàn khu vực Maroc ngày nay, khoảng một phần ba số nô lệ cũ đã rời khỏi mối quan hệ nô lệ, trong khi hai phần ba vẫn ở với chủ của họ. Vào những năm 1920, hầu hết các hộ gia đình Tuareg vẫn có nô lệ chăm sóc ngôi nhà và động vật.
Mặc dù chế độ nô lệ vẫn tồn tại, một số khía cạnh của mối quan hệ đã thay đổi với chính quyền Pháp. Những nô lệ trốn thoát có thể tìm thấy sự bảo vệ chính thức của chính quyền Pháp tại các thành phố trong một thời gian hạn chế. Những người nô lệ đôi khi có thể đàm phán lại các điều khoản về sự phục vụ của họ trong tình hình chính trị đã thay đổi. Một số người sẵn sàng đồng ý ở lại phục vụ nếu họ nhận được quyền kiểm soát cuộc sống gia đình và một số đất để truyền lại cho con cái họ. Ngoài ra, chính quyền Pháp đã tích cực làm việc để chấm dứt các cuộc đột kích nô lệ và các biểu hiện rõ ràng nhất của buôn bán nô lệ, làm giảm đáng kể các phương tiện để có được nô lệ. Tuy nhiên, trong nhiều thập kỷ sau khi bãi bỏ chế độ nô lệ năm 1905, thực tế vẫn tiếp tục ở phần lớn của Sudan thuộc Pháp.

## Độc lập

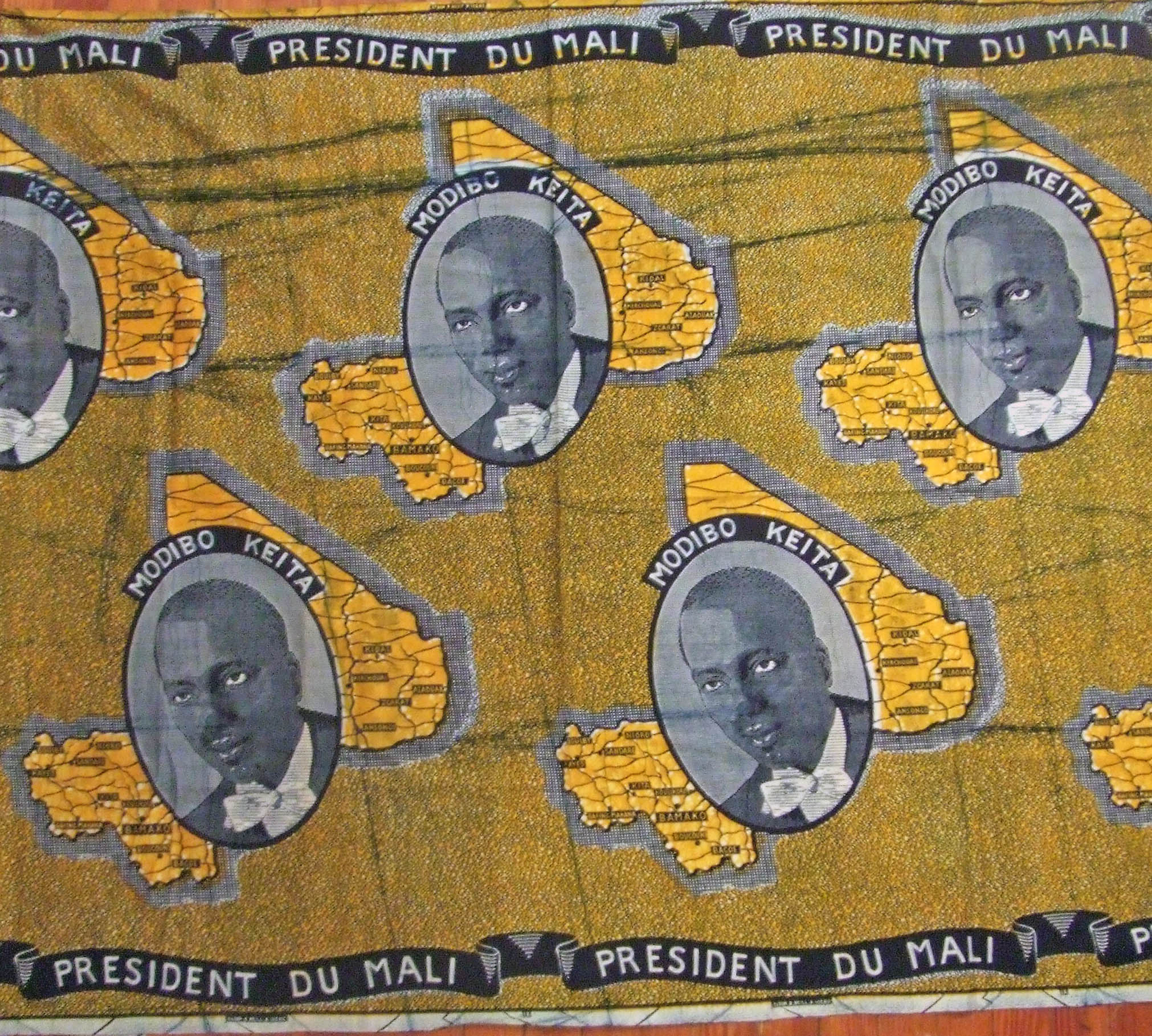
Hàng dệt in kỷ niệm Modibo Keïta, Tổng thống đầu tiên của Mali, người đã lãnh đạo Sudan của Pháp giành độc lập

Sau khi thông qua Cán bộ Lợi của Quốc hội Pháp năm 1956, nhiều thuộc địa ở Tây Phi thuộc Pháp bắt đầu tổ chức các cuộc bầu cử để tăng quyền tự quyết cho các lãnh thổ của họ. Trong cuộc bầu cử đầu tiên được tổ chức tại Pháp Sudan năm 1957, Cuộc biểu tình dân chủ châu Phi (Rassemblement Démocratique Africain, thường được gọi tắt là RDA) đã giành chiến thắng trong cuộc bầu cử ở Sudan thuộc Pháp, cũng như giành chiến thắng ở các nước láng giềng ở Bờ Biển Ngà, Guinea thuộc Pháp và Thượng Volta. Sau trưng cầu dân ý về hiến pháp của Pháp năm 1958, trong đó nhận được đa số ủng hộ, République Soudanaise tuyên bố mình là một nước cộng hòa với quyền tự chủ nội bộ vào ngày 24 tháng 11 năm 1958. Cộng hòa Sudan, như khu vực hiện được gọi là thuộc địa thứ hai sau Madagascar tham gia Cộng đồng Pháp, nơi cung cấp quyền tự trị nội bộ trong khi liên kết tiền tệ, chính sách đối ngoại và quốc phòng với Pháp.
Đầu tháng 1 năm 1959, đã có kế hoạch cho một liên đoàn kết nối Cộng hòa Sudan với Sénégal, Dahomey và Thượng Volta trong một liên bang của các quốc gia tự trị. Các cơ quan lập pháp của Dahomey và Thượng Volta đã phê chuẩn liên đoàn, và vì vậy Liên bang Mali được thành lập chỉ với Cộng hòa Sudan và Sénégal. Năm 1959, đảng RDA của Modibo Keïta đã giành được tất cả 70 ghế trong cuộc bầu cử lập pháp ở Cộng hòa Sudan và gia nhập lực lượng với đảng thống trị ở Sénégal, đứng đầu là Léopold Sédar Senghor.  Liên bang giành được độc lập vào ngày 20 tháng 6 năm 1960 trong Cộng đồng Pháp; tuy nhiên, sự chia rẽ giữa Senghor và Keïta về sự cai trị của liên đoàn đã dẫn đến việc giải thể vào ngày 20 tháng 8 năm 1960.  Khu vực Sudan của Pháp chính thức tuyên bố là Cộng hòa Mali và, với sự gia tăng cực đoan của Keita, rời Cộng đồng Pháp vào tháng 9 năm 1960.